# タッチテニス
タッチテニスとはイギリス発祥のテニスの派生競技である。

## 歴史
2002年にイギリスで初試合が開催された。

## コート

### コート
- シングルは12m×5m
- ダブルは12m×6m

### ネットポスト
- 0.85cm

## 用具

### ラケットとボール
- ラケット-公式は、20.9インチ以上21.1インチ以下。ラケットヘッドは、107平方インチ以下。（テニスラケットでいうとだいたい幼稚園～小学生低学年用くらい)
- ボール-公式ボールは直径8cmの黄色いスポンジボール。(公式のボールには、その上にタッチテニスのロゴがある。)

## ルール
- サーブは1本のみ、かつレット(ネットに当たってインしたサーブ)は有効、プレー継続
- 1セット4ゲーム　4-4タイブレーク(5ポイント先取)　2セット先取
- デュース時アドバンテージなし(レシーバーがデュースサイドかアドサイドかを決定)